# کریسان گوردون
کریسان گوردون (انگلیسی: Chrisann Gordon؛ زادهٔ ۱۸ سپتامبر ۱۹۹۴) دونده زن اهل جامائیکا است.
وی در مسابقات کشوری و بین‌المللی در مجموع برندهٔ ۱ مدال طلا، ۱ مدال نقره شده‌است.